# Steinberg (Šluknovská pahorkatina, 392 m)
Steinberg (česky doslovně Kamenný vrch) je vrch o nadmořské výšce 392 m na území hornolužické obce Steinigtwolmsdorf v zemském okrese Budyšín v Sasku.

## Charakteristika
Vrch leží v německé části Šluknovské pahorkatiny (Lausitzer Bergland) a její mesogeochoře Severní hornolužická vrchovina (Nördliches Oberlausitzer Bergland). Geologické podloží tvoří střednězrnný lužický granodiorit. Převažujícím půdním typem je pseudoglej až parakambizem, méně je zastoupena podzolová kambizem, glej a regosol. Podél úpatí Steinbergu protéká Wesenitz a Steinigtwolmsdorfer Bach, které se stékají při severním úpatí. Na východním úpatí se nachází přehrada Wesenitz-Talsperre. Celý vrch tak náleží k povodí Labe a k úmoří Severního moře. Většina Steinbergu je využívána jako zemědělská půda. Vrch leží v chráněné krajinné oblasti Oberlausitzer Bergland.